# Entepherus laminipes
Entepherus laminipes is een eenoogkreeftjessoort uit de familie van de Cecropidae. De wetenschappelijke naam van de soort is voor het eerst geldig gepubliceerd in 1936 door Bere.